# ایسپرا
ایسپرا (به ایتالیایی: Ispra) یک کومونه در ایتالیا است که در استان وارزه واقع شده‌است.

## خصوصیات
ایسپرا ۱۵ کیلومترمربع مساحت و ۵٬۰۸۶ نفر جمعیت دارد و ۲۲۰ متر بالاتر از سطح دریا واقع شده‌است.